# Saint-Marcel (Québec)
Saint-Marcel è un comune del Canada, situato nella provincia del Québec, nella regione di Chaudière-Appalaches.